# Ptecticus kovaci
Ptecticus kovaci är en tvåvingeart som beskrevs av Hauser och Rozkosny 2007. Ptecticus kovaci ingår i släktet Ptecticus och familjen vapenflugor.
Artens utbredningsområde är Filippinerna. Inga underarter finns listade i Catalogue of Life.